# Dundrum (ort i Irland, Munster)
Dundrum är en ort i republiken Irland.   Den ligger i provinsen Munster, i den centrala delen av landet, 150 km sydväst om huvudstaden Dublin. Dundrum ligger 89 meter över havet och antalet invånare är 220.
Terrängen runt Dundrum är platt åt sydost, men åt nordväst är den kuperad. Runt Dundrum är det ganska glesbefolkat, med 21 invånare per kvadratkilometer. Närmaste större samhälle är Cashel, 11,7 km öster om Dundrum. Trakten runt Dundrum består i huvudsak av gräsmarker.